# Eurotiales
De Eurotiales vormen een orde uit de klasse Eurotiomycetes (voorheen zakjeszwammen (Ascomycetes))
Tot deze orde behoren allerlei schimmels. De anamorfen (aseksuele stadia) van Eurotiales schimmels hebben een levensstrategie die gekenmerkt is door een snelle verovering van nieuwe voedingsbronnen, variërend van leer en papier tot levensmiddelen zoals brood, fruit en jam. In een dergelijke levensstrategie komt het er vooral op aan om een voedingsbron als eerste aan te boren terwijl het van minder groot belang is dat alles volledig verteerd wordt. Deze schimmels hebben dan ook geen ingewikkeld metabolisme en breken vooral suikers af. Eurotiales ontwikkelen zich snel op een nieuw substraat en verspreiden na enkele dagen massa's conidiën (aseksuele sporen). De prototunicate asci, die de seksuele sporen bevatten, bevinden zich meestal in verschillende niveaus.
Eurotiales soorten zijn zeer succesvol, met geslachten zoals Aspergillus en Penicillium. Mogelijk zijn er tot 150 soorten. Deze soorten zijn echter ook enorm belangrijk voor de mens, aangezien ze niet alleen antibiotica produceren, maar ook gebruikt worden bij de kaasproductie (bijvoorbeeld Penicillium roquefortii bij de productie van Roquefort). Ze produceren echter ook talrijke schadelijke stoffen (mycotoxines genaamd).

## Families
De indeling van de Eurotiales is als volgt
- Aspergillaceae
- Elaphomycetaceae
- Thermoascaceae
- Trichocomaceae

Verder bevat het de volgende geslachten die incertae sedis zijn geplaatst: 
- Ascorhiza
- Dichleana